# Hitchcock (Dakota del Sur)
Hitchcock es un pueblo ubicado en el condado de Beadle en el estado estadounidense de Dakota del Sur. En el Censo de 2010 tenía una población de 91 habitantes y una densidad poblacional de 128,7 personas por km².

## Geografía
Hitchcock se encuentra ubicado en las coordenadas 44°37′46″N 98°24′30″O / 44.62944, -98.40833. Según la Oficina del Censo de los Estados Unidos, Hitchcock tiene una superficie total de 0.71 km², de la cual 0.71 km² corresponden a tierra firme y (0%) 0 km² es agua.

## Demografía
Según el censo de 2010, había 91 personas residiendo en Hitchcock. La densidad de población era de 128,7 hab./km². De los 91 habitantes, Hitchcock estaba compuesto por el 93.41% blancos, el 1.1% eran afroamericanos, el 1.1% eran amerindios, el 1.1% eran asiáticos, el 0% eran isleños del Pacífico, el 0% eran de otras razas y el 3.3% pertenecían a dos o más razas. Del total de la población el 1.1% eran hispanos o latinos de cualquier raza.